# Прошьян Прош Перчевич
Прошьян (Прошьянц) Прош Перчевич (1883—1918)— революційний діяч Російської імперії та Російської республіки, державний діяч Радянської Росії. Один із лідерів партії лівих соціалістів-революціонерів.